# Selenops scitus
Selenops scitus är en spindelart som beskrevs av Muma 1953. Selenops scitus ingår i släktet Selenops och familjen Selenopidae. Inga underarter finns listade i Catalogue of Life.